# Карнавал (Шуман)
Карнава́л ор. 9 — фортепіанний цикл Роберта Шумана, написаний у 1834–1835 роках. Має підзаголовок фр. Scènes mignonnes sur quatre notes («Маленькі сцени на чотири ноти»). Складається з коротких п'єс, що зображають постаті учасників карнавалу, святкового дійства напередодні Великого посту. Шуман дає музичні характеристики собі, своїм друзям та іншим музикантам, а також змальовує образи італійської commedia dell'arte (комедії дель арте).
Цикл об'єднаний спільними музичними криптограмами, що з'являються по одній чи кілька одразу у всіх 20-ти п'єсах:
- ля, мі-бемоль, до, сі — німецькою A-S (Es)-C-H;
- ля-бемоль, до, сі — німецькою As-C-H;
- мі-бемоль, до, сі, ля — німецькою S (Es)-C-H-A.

Перші дві позначають назву міста Аш (нині — Карловарський край Чехії), в якому народилася Ернестина фон Фрікен, тодішня наречена Шумана; окрім того, німецьке слово Fasching (карнавал) та Попільну середу (нім. Aschermittwoch), перший день Великого посту в Римо-католицькій церкві. Також вони вказують на повне ім'я самого Шумана (нім. Robert Alexander Schumann). Остання криптограма позначає прізвище композитора (Schumann).